# Ordine della Nobile Casata di Bukhara
L'Ordine della Nobile Casata di Bukhara fu un'onorificenza concessa dall'Emirato di Bukhara. Dal 1920, dopo il crollo dell'emirato, e sino al 1925, l'onorificenza continuò ad essere concessa dalla Repubblica Sovietica Popolare di Bukhara col nome di Ordine della Stella Rossa di Bukhara.

## Storia
L'ordine venne istituito dall'emiro Mozeffer ed-Din nel 1881 come più alta onorificenza di stato per ricompensare ufficiali d'alto rango e alti funzionari pubblici dell'emirato di Bukhara. Gli emiri assegnarono la croce di I classe anche agli zar Alessandro II e Nicola II. Il successore del fondatore declassò l'onorificenza al secondo posto fra i premi di stato, sostituendovi al primo posto l'Ordine della Corona dell'Emirato di Bukhara.
Lo svizzero Henri Moser, ricco venditore ambulante e collezionista di opere d'arte dell'Asia centrale, fu insignito della stella dell'Ordine e fu il primo straniero occidentale a ricevere tale onorificenza nel 1883.
Quando lo stato di Bukhara venne occupato dalle forze dell'Armata Rossa nel 1922, l'ordine non venne soppresso, ma mutò nome e fu chiamato "Ordine della Stella Rossa di Bukhara", e continuò ad essere assegnato sino al 1925.

## Classi
Originariamente l'ordine era suddiviso in tre classi di merito:
- Cavaliere di I classe
- Cavaliere di II classe
- Cavaliere di III classe

Nel 1885 l'ordine venne suddiviso ulteriormente
- Cavaliere di I classe con diamanti
- Cavaliere di I classe con granati
- Cavaliere di II classe con arabeschi e anello smaltato
- Cavaliere di II classe con arabeschi smaltati
- Cavaliere di II classe in argento
- Cavaliere di III classe con arabeschi e anello d'argento
- Cavaliere di III classe con arabeschi e anello a smalti
- Cavaliere di III classe con stella in argento
- Medaglia al merito d'oro
- Medaglia al merito d'argento
- Medaglia al merito militare

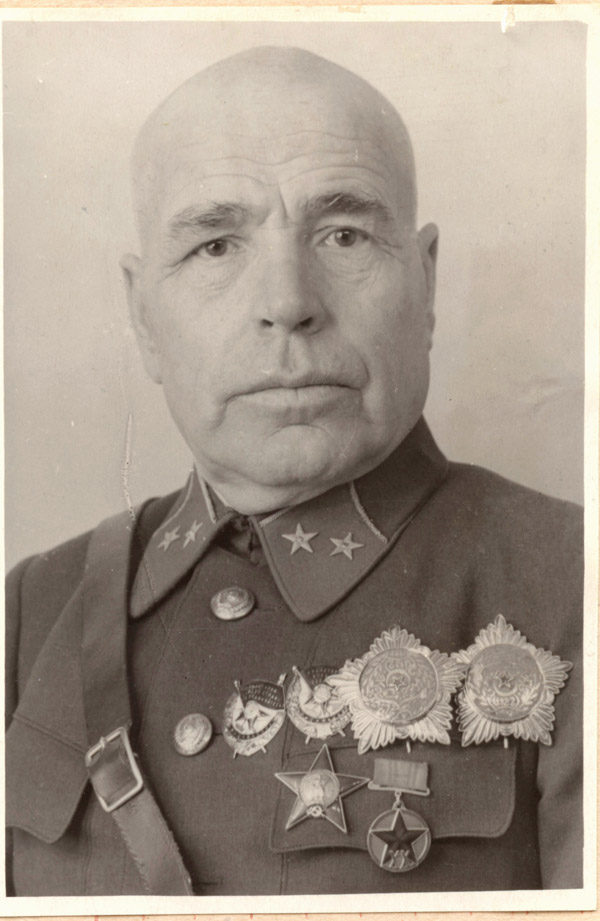
Il tenente Barinov dell'Armata Rossa con le medaglie di I e II classe dell'Ordine della Stella Rossa di Bukhara

Nel 1920, l'ordine venne riformato dalla Repubblica Sovietica Popolare di Bukhara e venne riportato a tre classi di merito:
- Cavaliere di I classe
- Cavaliere di II classe
- Cavaliere di III classe

## Insegne
- La placca dell'ordine consisteva in una stella raggiante d'argento a otto raggi, avente al centro un medaglione a smalti azzurro su argento con arabeschi, circondato da un anello a smalti blu e argento.
- La medaglia al merito (nelle due classi in oro e in argento) riportava su un lato l'iscrizione araba "zelo e merito" e la data 1336 in numeri arabi (corrispondente al 1917). Venne istituita anche una medaglia al merito militare con le medesime modalità, riportante l'anno 1338 in numeri arabi (1919).

| Medaglie (1920 - 1925) |                        |                         |
| Cavaliere di I classe  | Cavaliere di II classe | Cavaliere di III classe |

## Insigniti notabili
- Leon Barszczewski
- İsmail Gaspıralı
- Vasilij Vasil'evič Novickij
- Nikolaj Nikolaevič Obručev
- Alessandro di Oldenburg
- Aleksej Andreevič Polivanov
- Dmytro Ivanovyč Javornyc'kij
- Zeynalabdin Taghiyev
- Fëdor Ivanovič Šaljapin
- Michail Vasil'evič Pevcov
- Safarali Velibekov
- Leonid Apollonovič Verchovcev
- Boris Leonidovič Vjazemskij
- Nikolaj Ivanovič Bobrikov